# My Own Private Idaho
My Own Private Idaho (Mi Idaho privado en España, Mi mundo privado en Argentina, Idaho: El camino de mis sueños en México) es una película independiente de 1991 dirigida por Gus Van Sant y protagonizada por River Phoenix y Keanu Reeves.
El personaje de Reeves se basa en el de Enrique IV, parte 1 de Shakespeare. La película obtuvo varios galardones, incluyendo el de mejor actor en el Festival de Venecia en 1991, y es uno de los clásicos del cine gay.

## Argumento
Mike Waters (River Phoenix) y Scott Favor (Keanu Reeves) son dos jóvenes que se ganan la vida prestando  servicios sexuales, tanto a hombres, como a mujeres en las calles de Portland. 
Mike es gay y sufre de narcolepsia: vive obsesionado con la búsqueda de su madre, mientras Scott decidió dedicarse a la prostitución como rebeldía ante su padre, el alcalde, y solo espera que este muera para recibir la herencia que le quedará y cambiar radicalmente de vida apenas cumpla 21 años, aunque nadie lo crea. 
Pero ambos mantienen una loca amistad que se pone a prueba ya que durante un viaje a Roma en búsqueda de Sharon Waters, madre de Mike, Scott se enamora y Mike comprende que está a punto de perder a la única persona importante en su vida.

## Trama
Mike (River Phoenix), un buscavidas callejero, está de pie solo en un tramo desierto de la carretera. Se empieza a hablar a sí mismo y se da cuenta de que el camino acaba pareciéndose a la cara de una persona. Experimenta un episodio de narcolepsia soñando con su madre confortándolo mientras se reproducen vídeos caseros de su infancia.
Más tarde, después de que un cliente le haga una felación en Seattle , Mike regresa a su lugar favorito donde captar clientes. Le recoge una mujer mayor adinerada que lo lleva a su mansión donde se encuentra con dos compañeros chaperos, también contratados por la mujer. Uno de ellos es Scott Favor (Keanu Reeves), el mejor amigo de Mike, y el otro es Gary. Mientras se prepara para tener relaciones sexuales con la mujer, Mike experimenta otro ataque de narcolepsia y despierta al día siguiente con Scott, en Portland, Oregón .
Mike y Scott pronto se reúnen con Bob Pigeon, un hombre de mediana edad, mentor de una pandilla de niños de la calle y chaperos que viven en un edificio de apartamentos abandonado. Scott, el hijo del alcalde de Portland, admite a Bob en privado que cuando cumpla 21 años, heredará la fortuna de su padre y se retirará de la calle. Mike anhela encontrar a su madre, y él y Scott se marchan a Idaho para visitar al hermano mayor de Mike, Richard, que vive en una vieja caravana. En el viaje, Mike confiesa a Scott que está enamorado de él, pero este le recuerda con tacto que solo tiene sexo con hombres por dinero. Richard trata de decirle a Mike quién es su verdadero padre, pero Mike le dice que sabe que es él. Richard informa a Mike de que su madre trabaja como camarera de hotel; cuando Mike y Scott visitan el hotel, se encuentran con que ella ha ido a Italia en busca de su propia familia. En el hotel se encuentran con Hans, el hombre que los llevó en coche a Portland, y se prostituyen con él.
Con el dinero que recibieron de Hans, Mike y Scott viajan a Italia. Encuentran la casa de campo donde la madre de Mike trabajó como empleada y como profesora de inglés. La joven que vive allí, Carmela, le dice a Mike que su madre volvió a los Estados Unidos hace meses. Carmela y Scott se enamoran y regresan a los EE. UU., dejando a Mike volver a casa por su cuenta, con el corazón destrozado. El padre de Scott muere, y Scott hereda su fortuna.
De vuelta a Portland, Bob y su banda se encaran en un restaurante de moda con un Scott recién reformado, pero este los rechaza. Esa noche, Bob muere de un ataque al corazón. Al día siguiente, los chaperos montan un funeral tumultuoso para Bob, mientras que en el mismo cementerio, a unas yardas de distancia, Scott asiste al solemne funeral de su padre. Al final de la película, Mike está de nuevo en el tramo desierto de la carretera de Idaho. Mientras sufre otro episodio de narcolepsia, dos desconocidos en un camión frenan, toman su mochila y sus zapatos, y se marchan. Momentos después, llega un coche del que sale una figura no identificada —se supone que es Scott—, que recoge a Mike que sigue inconsciente, lo coloca en el vehículo y se aleja.

## Elenco
- River Phoenix como Michael "Mike" Waters
- Keanu Reeves como Scott Favor.
- James Russo como Richard Waters.
- William Richert como Bob Pigeon.
- Chiara Caselli como Carmela.
- Udo Kier como Hans.
- Rodney Harvey como Gary.
- Michael Parker como Digger.
- Jessie Thomas como Denise.
- Grace Zabriskie como Alena.
- Flea como Budd.
- Tom Troupe como Mayor Jack Favor.
- Vana O'Brien como Sharon Waters.
- Jim Caviezel como Airline Clerk.
- Wade Evans como Wade.

## Producción
My Own Private Idaho parte de la novela de 1963 de John Rechy La ciudad de la noche, que retrata prostitutos de la calle que no reconocen que son gays. Van Sant escribió el guion original en los años 1970, cuando vivía en Hollywood. Después de leer el libro de Rechy, tuvo la impresión de que era muchísimo mejor que lo que estaba escribiendo y lo aparcó durante años. En 1988, cuando hacía el montaje de su primera película, Mala noche, Van Sant conoció a Michael Parker, el chico de la calle que inspiró el personaje de Mike en My Own Private Idaho. Parker tenía también un amigo llamado Scott, que se buscaba la vida en la calle como él. En el guion, Van Sant hizo del personaje de Scott un niño rico, inspirándose en chaperos callejeros que había conocido en Portland.
El guion original consistía en dos guiones diferentes: el primero, titulado Modern Days, contaba la historia de Mike; el segundo era una adaptación contemporánea de las dos obras Enrique IV de Shakespeare que incorporaban la historia de Scott. Tras ver Campanadas a medianoche de Orson Welles, Van Sant tuvo la idea de combinar los dos guiones para crear una única historia. Para él, las dos obras de Shakespeare eran historias callejeras, el personaje de Bob le recordaba a Falstaff, el príncipe Hal de las obras de Shakespeare se parecía a Scott y su compinche correspondía a Mike. El guion acabó siendo una reestructuración de las obras shakespearianas. El título definitivo viene de la canción Private Idaho de los B-52's, que Van Sant escuchaba cuando viajaba por los Estados Unidos a principios de los años 1980.
Van Sant estaba trabajando a la vez en un cuento corto de 25 páginas, de título My Own Private Idaho, que pensaba filmar con un presupuesto muy bajo. Trataba de dos personajes latinos en las calles de Portland, que iban en busca de sus padres y viajaban a una ciudad de España. Uno de ellos se enamoraba de una chica y abandonaba a su compañero. Van Sant tenía también otro guion, The Boys of Storytown, en los que aparecían los personajes de Mike y Scott así como de Hans y Bob, pero que Van Sant consideraba inacabado. Finalmente, mientras estaba montando Drugstore Cowboy, acabó combinando Modern Days y Storytown con el cuento corto de Idaho.
Van Sant envió el guion que escribió a muchas compañías cinematográficas, pero ninguna de estas lo tomó. Después de que New Line Cinema acepta la historia, comienza la búsqueda de actores. Las escenas son enviadas a Reeves y Phoenix. Reeves acepta el papel, pero el gerente de Phoenix no muestra el guion al artista. Así que Van Sant envía el guion a Reeves y Phoenix. Phoenix también acepta el rol con la intención de alejarse de la apariencia del ídolo juvenil
La fotografía principal se llevó a cabo entre noviembre y diciembre de 1990, principalmente en Portland , Seattle y Roma. Escenas de la carretera del Idaho representado en la película se rodaron cerca de Maupin, Oregón en Oregon Ruta 216. Phoenix llegó a Portland dos semanas antes de la fotografía para comenzar con la investigación. Van Sant recuerda: "Parecía estar cambiando en este personaje". Uno de los directores de fotografía de la película, Eric Alan Edwards, recordó que el actor parecía un niño de la calle y que de una manera muy cruda llevaba ese papel: "Nunca he visto a nadie tan decidido a vivir su personaje". Varios miembros del equipo completo, incluyendo a Michael Parker, Phoenix, Reeves y Flea vivían juntos en una casa en Portland durante el rodaje. Un par de veces a la semana iban a tocar música juntos. Debido al bajo presupuesto, un día típico de filmación comenzaba a las 6 de la mañana y terminaba a las 11 p. m..
La escena del fuego en el campo era originalmente corta, de tres páginas que Phoenix reescribió en una escena de ocho páginas donde Mike profesa su amor por Scott para hacer más evidente su orientación sexual, mientras que Van Sant originalmente la había hecho más ambigua. 
Cabe destacar que a River le encantaba vivir el personaje, por lo cual se cree que haya mantenido relaciones con Keanu durante el rodaje, o haya consumido heroína. Además, él y Keanu eran amigos muy cercanos, tanto así que River le llamara "Mi Romeo", tratarlo como sweetheart (amor/cariño). A Keanu aun hoy le es imposible hablar de la muerte de su amigo aunque ya hayan pasado tantos años.
Cabe decir que Keanu aceptó el papel porque su coestrella sería River y, a la inversa, Phoenix había manifestado querer trabajar con su amigo Reeves.

## Música
La partitura de la película fue compuesta por el guitarrista Bill Stafford. Grabó varios arreglos para la película, incluyendo adaptaciones instrumentales de "Home on the Range" y "America the Beautiful". Stafford ganó el premio Independent Spirit a la mejor música de cine en 1992 por su partitura. En la película también se incluyeron otras canciones originales y seleccionadas de varios artistas, que incluyen:
1. Eddy Arnold – "The Cattle Call"
2. Rudy Vallée – "Deep Night"
3. Udo Kier and Tom Dokoupil – "Mr. Klein"
4. Bill Stafford – "Home on the Range"
5. Bill Stafford – "America the Beautiful"
6. Jean Poulot and Jamie Haggerty – "Bachu Ber"
7. Aleka's Attic – "Too Many Colors"
8. Bruce Van Buskirk – "Ovoniam Ipse"
9. Bruce Van Buskirk – "Nun Freut Euch"
10. Madonna – "Cherish"
11. Elton John – "Blue Eyes"
12. Udo Kier and Tom Dokoupil – "Der Adler"
13. Elliot Sweetland, Richard Letcher y Vernon Dunn – "When the Saints Go Marching In"
14. Lori Presthus, Hollis Taylor y Kim Burton – "The Funerals"
15. Conrad "Bud" Montgomery – "Getting Into the Outside"
16. The Pogues – "The Old Main Drag"

## Recepción
La escena en la que Mike (River Phoenix) le confiesa a Scott (Keanu Reeves) que se ha enamorado de él hace que, aunque sea por este momento, muchos consideren a la cinta una película de culto. Aunque hay muchas más razones para esta consideración.
Recibió, en general, muy buenas críticas. El prestigioso y católico Roger Ebert le dio 3,5 de 4 estrellas.

### Premios y nominaciones
| Premios                                 | Fecha                    | Categoría                          | Nominado/a                           | Resultado                                   | Ref.   |
| --------------------------------------- | ------------------------ | ---------------------------------- | ------------------------------------ | ------------------------------------------- | ------ |
| Deauville Film Festival                 | 8 de septiembre de 1991  | Premio de la crítica               | My Own Private Idaho                 | Ganadora                                    | [ 6 ]  |
| Deauville Film Festival                 | 8 de septiembre de 1991  | Coup de Coeur LTC                  | My Own Private Idaho                 | Ganadora empate con Hal Hartley por Trust}} | [ 6 ]  |
| Independent Spirit Awards               | 28 de marzo de 1992      | Mejor Película                     | My Own Private Idaho                 | Nominada                                    | [ 7 ]  |
| Independent Spirit Awards               | 28 de marzo de 1992      | Mejor Director                     | Gus Van Sant                         | Nominado                                    | [ 7 ]  |
| Independent Spirit Awards               | 28 de marzo de 1992      | Mejor Actor                        | River Phoenix                        | Ganador                                     | [ 7 ]  |
| Independent Spirit Awards               | 28 de marzo de 1992      | Mejor Guion                        | Gus Van Sant                         | Ganador                                     | [ 7 ]  |
| Independent Spirit Awards               | 28 de marzo de 1992      | Mejor Fotografía                   | Eric Alan Edwards y John J. Campbell | Nominados                                   | [ 7 ]  |
| Independent Spirit Awards               | 28 de marzo de 1992      | Mejor Música de Película           | Bill Stafford                        | Ganador                                     | [ 7 ]  |
| Los Angeles Film Critics Association    | 21 de enero de 1992      | Mejor Fotografía                   | Eric Alan Edwards y John J. Campbell | segundo lugar                               | [ 8 ]  |
| National Society of Film Critics Awards | 5 de enero de 1992       | Mejor Actor                        | River Phoenix                        | Ganador                                     | [ 9 ]  |
| New York Film Critics Circle Awards     | 12 de enero de 1992      | Mejor Actor                        | River Phoenix                        | segundo lugar                               | [ 10 ] |
| Producers Guild of America Awards       | 3 de marzo de 1993       | Mejor productor más prometedor     | Laurie Parker                        | Ganador                                     | [ 11 ] |
| Toronto International Film Festival     | 14 de septiembre de 1992 | Premio Internacional de la crítica | My Own Private Idaho                 | Ganador                                     | [ 12 ] |
| Festival de Venecia                     | 14 de septiembre de 1991 | Leon de oro                        | My Own Private Idaho                 | Nominada                                    | [ 13 ] |
| Festival de Venecia                     | 14 de septiembre de 1991 | Copa Volpi al Mejor Actor          | River Phoenix                        | Ganador                                     | [ 13 ] |